# Franz Xaver Fieber
Franz Xaver Fieber (Praga, 1º marzo 1807 – Chrudim, 22 febbraio 1872) è stato un botanico ed entomologo tedesco.

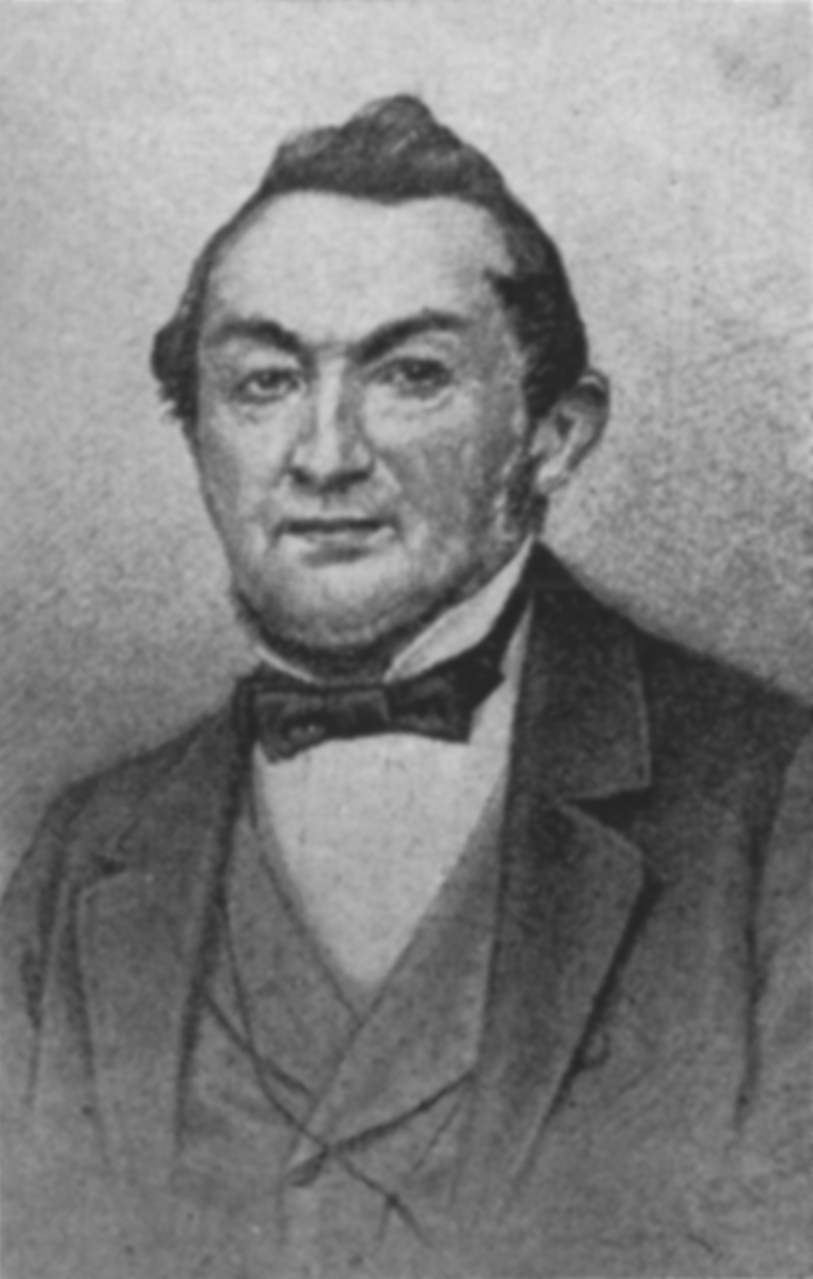
Franz Xaver Fieber

Era il figlio di Franz Anton Fieber e di Maria Anna, nata Hantsehl; studiò economia, gestione e lingue moderne all'Università Tecnica Ceca di Praga dal 1824 al 1828. Prestò servizio civile nella finanza prima di divenire un magistrato di Chrudim, in Boemia.
Fieber era un membro dell'Accademia Cesarea Leopoldina. È stato l'autore di diverse pubblicazione, principalmente incentrate sugli insetti e sulla botanica: degne di nota Synopsis der europäischen Orthopteren (1854) e Die europäischen Hemiptera (1860).